# Дан О’Брајен
Данијел Дион О’Брајен (енгл. Daniel Dion O'Brien; Портланд, 18. јул 1966) некадашњи је амерички атлетичар. О’Брајен је освајач златне олимпијске медаље у десетобоју. Освојио је и три узастопна светска првенства ( 1991, 1993, 1995 ) и поставио је светски рекорд 1992.

## Одрастање
О’Брајен је афроамеричког и финског порекла. Одрастао је као усвојено дете у ирско-америчкој породици у Кламат Фолсу. Похађао је Универзитет Ајдахо у Москви, где се такмичио у атлетици. Након што је првобитно напустио универзитет и ушао у проблеме са законом, О’Брајен се пребацио на Спокен Фолс двогодишњи колеџ у Спокену у Вашингтону 1987-1988. Вратио се потом на Универзитет Ајдахо како би се такмичио у атлетици и да би дипломирао.
О’Брајен  је тренирао под вођством тренера Мајка Келера, и Рика Слоуна.

## Каријера
Као светски шампион 1991. године, О’Брајен  је ушао у олимпијску 1992. као фаворит за освајање злата у десетобоју у Барселони. Међутим, током америчких олимпијских квалификација на стадиону Тад Гормли у Њу Орлеансу крајем јуна, О’Брајен није успео да пресочи почетну висину у скоку мотком па није зарадио ниједан поен. Завршио је на једанаестом месту међу 24 десетобојаца и ниује ушао у амерички олимпијски тим за Барселону.
О’Брајенов изостанак са Олимпијских игара у Барселони представљало је проблем за његовог корпоративног спонзора и за телевизију NBC која је у великој мери промовисала предстојеће Олимпијске игре. Појавиљивао се са америчким ривалом Дејвом Џонсоном у популарној ТВ рекламној кампањи за Рибок. Серија реклама под називом "Дан и Дејв" требало је да изазове интересовање за Рибок и десетобојце пред Олимпијске игре у Барселони. О’Брајенов неочекивани неуспех у Њу Орлеансу привукао је значајну пажњу; Рибок се прилагодио тако што је пустио нове рекламе у којима је навијао за Дејва, који је у Барселони освојио бронзану медаљу.
О’Брајен се прегруписао и поставио светски рекорд од 8.891 поен почетком септембра 1992. у Таленсу у Француској. Ово је стајало као светски рекорд до 1999. и као амерички рекорд скоро двадесет година, све док га Ештон Итон није оборио 2012. на америчким олимпијским квалификацијама у Јуџину. О’Брајен је био присутан на стадиону Хејворд Филд и честитао је Итону убрзо након што је овај завршио трку на 1.500 метара оборивши светски рекорд са укупним збиром од 9.039 поена.
О’Брајен је победио у седмобоју на Светском првенству у дворани 1993. у Торонту са резултатом 6.476 поена, што је тада био светски рекорд у дворани. Седмобој није био званично у програму овог светског првенства и медаље се нису додељивале.
На Олимпијади у Атланти 1996. О’Брајен  је освојио златну медаљу са 8.824 бода, 118 испред другошампиона Франка Буземана из Немачке. Повреда левог стопала у јулу 2000. године, узроковала је његово повлачење са Игара у Сиднеју. Повреде су се наставиле и спречиле његову даљу каријеру.  О’Брајен је објавио да се повлачи из атлетике 8. јула 2004.

## Лични рекорди
| Дисциплина           | Резултат           | Место           | Датум              | Поена       |
| -------------------- | ------------------ | --------------- | ------------------ | ----------- |
| Десетобој            | 8.891 поен         | Таланс          | 5. септембар 1992. | 8.891 поен  |
| Седмобој (у дворани) | 6.476 поена        | Торонто         | 14. март 1993.     | 6.476 поена |
| 100 метара           | 10.32 с (+1.7 м/с) | Атланта         | 21.јун 1996.       | 1.018 поена |
| Скок удаљ            | 8.08 м             | Таланс          | 4. септембар 1992. | 1.081 поен  |
| Бацање кугле         | 16.69 м            | Таланс          | 4. септембар 1992. | 894 поена   |
| Скок увис            | 2.20 м             | Сент Питерсбург | 28. јул 1994.      | 992 поена   |
| 400 метара           | 46.53 с            | Токио           | 29. август 1991.   | 982 поена   |
| 110 метара препоне   | 13.47 с            | Сан Хозе        | 27. мај 1995.      | 1.044 поена |
| Бацање диска         | 55.07 м            | Модесто         | 8. мај 1999.       | 977 поена   |
| Скок мотком          | 5.20 м             | Токио           | 30.август 1991.    | 972 поена   |
| Бацање копља         | 66.90 м            | Атланта         | 1. август 1996.    | 842 поена   |
| 1.500 метара         | 4:36.63            | Сијетл          | 25. јул 1990.      | 702 поена   |

## Активности ван атлетике
О’Брајен  је 7. маја 2009. оборио светски рекорд за најбржу игру школица на егзибицији одржаној на Менхетну. Поставио је рекорд од 81 секунде, оборио стари рекорд за две секунде.
Касних 1990-их, О’Брајен се појавио у рекламама за италијанског модног дизајнера Версаћеа.
1. јуна 2012, О’Брајен је објавио књигу коју је написао заједно са Бредом Боткином „Савладавање препрека: Како се постаје најбољи спортиста света“ ( 978-1935628088).

## Приватно
О’Брајен живи у околини Феникса од 1997. где се преселио из северног Ајдаха. Власник је Голд Медал Акселерејшн (енгл. Gold Medal Acceleration). Повремено коментарише преносе атлетских такмичења на телевизији.

## Почасти и награде
Убрзо након што је освојио златну медаљу на Олимпијским играма 1996., установљен је "Дан Дана О’Брајена" од стране државе Ајдахо са парадом у граду Москви средином августа.
О’Брајен  је примљен у Кућу славних у Орегону 2005. Уврштен је у Националну атлетску кућу славних 2006. године, Спортску кућу славних Универзитета у Ајдаху и Олимпијску кућу славних Сједињених Држава 2012.
Улица у Кламат Фолсу је названа по њему 1996. а средња школа Хенли одала је 2010. част О’Брајану преименовањем свог терена за амерички фудбал.
Атлетска стаза на Универзитету Ајдахо названа је по О’Брајену 1996. Комплекс је реновиран у вредности од 2,5 милиона долара 2011–2012.